# Willingen (Hessen)
Willingen település Németországban, Hessen tartományban. Lakosainak száma 6263 fő (2023. december 31.).

## Népesség
A település népességének változása:
| Lakosok száma | 6070 | 6069 | 6073 | 6073 | 6128 | 6422 | 6263 |
|               | 2015 | 2017 | 2018 | 2019 | 2021 | 2022 | 2023 |